# The Dwarves

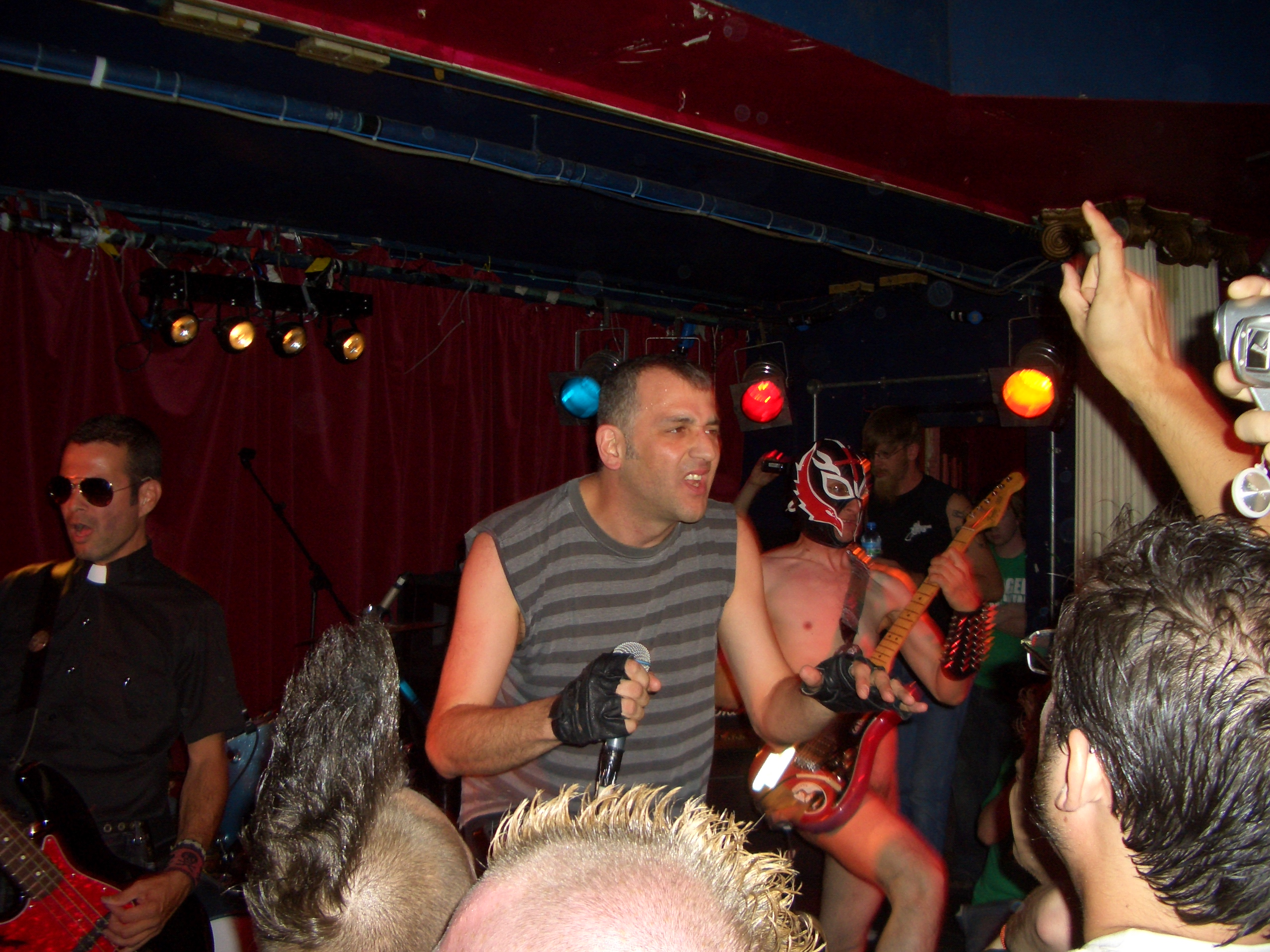
The Dwarves, London 2007

The Dwarves ist eine US-amerikanische Punkband, die in den frühen 1980er-Jahren unter dem Namen The Suburban Nightmare in Chicago gegründet wurde. Kernmitglieder sind der Sänger Blag Dahlia (Paul Cafaro) und der Gitarrist HeWhoCannotBeNamed.

## Geschichte
Nachdem sie eine Pressemitteilung veröffentlichten, dass ihr Gitarrist in Philadelphia erstochen worden wäre, die sich jedoch als Hoax herausstellte, wurden sie von ihrem Label Sub Pop ausgelistet. Öffentliche Aufmerksamkeit wurde ihnen insbesondere zu Teil, als Josh Homme von Queens of the Stone Age Sänger Blag Dahlia, mit dem er früher befreundet war, eine Bierflasche über den Schädel zog. Anlass soll das Dwarves-Lied Massacre gewesen sein, in dem es heißt „This one goes out to Queens of the Trustfund/You slept on my floor and now I’m sleeping through your motherfucking records.“ An diesem Lied ist auch der ehemalige Queens-Bassist Nick Oliveri beteiligt, der nach seinem Ausstieg bei Queens of the Stone Age zum Line-Up der Dwarves gehörte.
Im März 2022 kündigte die Band die Veröffentlichung eines neuen Albums an.

## Stil
Die Band zeichnet sich durch ein provozierendes Äußeres (beispielsweise das Tragen von S/M-Insignien), provozierende Albumcover (das Album The Dwarves Must Die etwa ziert ein gekreuzigter Kleinwüchsiger) und provozierendes Auftreten aus. Die Kürze ihrer Stücke begründen die Dwarves damit, dass sie die Stücke in höherem Tempo spielen.

## Diskografie

### Studioalben
- 1986: Horror Stories (Voxx Records)
- 1988: Toolin’ for a Warm Teabag (Nasty Gash Records)
- 1990: Blood Guts & Pussy (Sub Pop)
- 1991: Lucifer’s Crank (No. 6 Records)
- 1991: Thank Heaven for Little Girls (Sub Pop)
- 1993: Sugarfix (Sub Pop)
- 1997: The Dwarves Are Young and Good Looking (Epitaph)
- 1999: Free Cocaine (Recess Records)
- 1999: Lick It (UBIK Records)
- 2000: The Dwarves Come Clean (Epitaph)
- 2001: How to Win Friends and Influence People (Reptilian Records)
- 2004: The Dwarves Must Die (Sympathy for the Record Industry)
- 2004: Fuck You Up and Get Live (DVD, Music Video Distributors)
- 2011: The Dwarves Are Born Again (MVD Audio)
- 2014: The Dwarves Invented Rock & Roll (Recess Records / Greedy)
- 2015: Radio Free Dwarves (Riot Style Records / Greedy)
- 2018: Take Back the Night (Burger Records / Greedy)
- 2023: Concept Album (Greedy)
- 2024: Keep It Reel (Greedy)

### Kompilationsalben
- 1998: Lick It (The Psychedelic Years) 1983-1986 (Recess Records)